# Elisabeth Boedeker
Elisabeth Boedeker (* 10. Oktober 1893 in Wetzlar; † 1. Juli 1980 Hannover) war eine deutsche Bibliothekarin und Chronistin der Frauenbewegung.

## Leben
Elisabeth Boedeker arbeitete als Bibliothekarin an der Technischen Hochschule Hannover. Im Rahmen dieser Tätigkeit erstellte sie ein 300-seitiges Gesamtregister aller 50 Jahrgänge der mit 600 Einzelheften von Helene Lange und Gertrud Bäumer herausgegebenen Zeitschrift Die Frau seit dem ersten Jahrgang 1894/95. Für die Beschäftigung mit der ersten Frauenbewegung ist diese Dokumentation noch heute ein unentbehrliches Hilfsmittel.
Für den Zeitraum von 1920 bis 1970 dokumentierte Boedeker alle habilitierten Wissenschaftlerinnen und erstellte über diese und ihre wissenschaftlichen Werke ebenfalls eine umfassende Dokumentation. Schon zwischen 1935 und 1939 erschien in vier Lieferungen die Bibliografie 25 Jahre Frauenstudium in Deutschland, in der sämtliche 5.949 nichtmedizinische in Deutschland entstandenen Doktorarbeiten von Frauen von der allgemeinen Zulassung zum Studium 1908 bis 1933 aufgeführt waren.

## Schriften (Auswahl)
- Die Frau: Gesamtverzeichnis der Aufsätze, Eigenverlag 1968, 291 S.

- 25 Jahre Frauenstudium in Deutschland. Verzeichnis der Doktorarbeiten von Frauen 1908 - 1933, unter Mitarbeit von Ingeborg Colshorn und Elsa Engelhardt (mehrteiliges Werk), Hannover, Quakenbrück i. H.: C. Trute, 1935–1939
- Schrifttum zum Einsatz der deutschen Frau im gegenwärtigen Kriege, Aus: Schutz der werktätigen Frau. Sonderveröffentlichung des Reichsarbeitsblattes, September 1941, Hannover-Waldhausen: [El. Boedeker], 1941, Blatt 99–102
- Marksteine der deutschen Frauenbewegung von ihren Anfängen im 19. Jahrhundert bis zum Neuanfang nach 1945, 6., ergänzte Auflage, Hannover-Waldhausen, Brandestrasse 26, 1980
- 50 Jahre Habilitation von Frauen in Deutschland. Eine Dokumentation über den Zeitraum 1920–1970, bearbeitet von Elisabeth Boedeker und Maria Meyer-Plath (= Schriften des Hochschulverbandes, Heft 27). Göttingen: Schwartz, 1974, ISBN 3-509-00743-3

## Belege
1. ↑  Andreas Lütjen: Bibliothekarische Frauenbiographien
zwischen Weimarer und Bonner Republik. Dargestellt an den paradigmatischen Lebensläufen von Elisabeth Boedeker (1893–1980) und Dr. Elisabeth Weber (1903–1948), Bibliothekarinnen an der Bibliothek der Technischen Hochschule Hannover. Books on Demand, Norderstedt 2023, ISBN 978-3-7578-0695-8.
2. ↑  Rainer Stamm: Frauenstudium: Es gibt Siege, über die Hitler nicht froh sein konnte. ISSN 0174-4909 (faz.net [abgerufen am 9. Juni 2019]).

| Personendaten    | Personendaten                                                    |
| ---------------- | ---------------------------------------------------------------- |
| NAME             | Boedeker, Elisabeth                                              |
| ALTERNATIVNAMEN  | Boedeker, El.                                                    |
| KURZBESCHREIBUNG | deutsche Bibliothekarin und Chronistin der ersten Frauenbewegung |
| GEBURTSDATUM     | 10. Oktober 1893                                                 |
| GEBURTSORT       | Wetzlar                                                          |
| STERBEDATUM      | 1. Juli 1980                                                     |
| STERBEORT        | Hannover                                                         |